# 倉元綾子
倉元 綾子（くらもと あやこ、1955年-）は、日本の家政学者・生活科学者。医学博士。西南学院大学教授（2019年現在）。

## 人物
鹿児島県出身で、1973年鹿児島県立甲南高等学校卒業、1977年奈良女子大学家政学部食物学科卒業、1980年同大学院家政学研究科食物学専攻修了（家政学修士取得）、1984年大阪市立大学大学院医学研究科生理系専攻生化学修了（医学博士取得）。生化学若い研究者の会（生化若手の会）で活動。1984年神戸女学院大学家政学部食物学科助手、1990年湊川女子短期大学助教授、1994年、鹿児島県立短期大学助教授（2007年より准教授）。その後、西南学院大学人間科学部児童教育学科教授。2019年10月より日本家政学会代議員。
研究分野は家政学一般、家政学史、食生活、家族生活教育、ジェンダーなど。